# Joel Sharratt

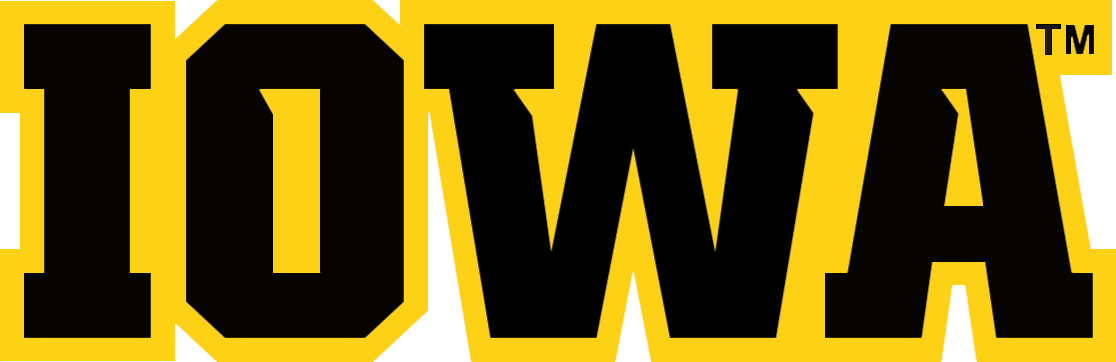
Zawodnik Iowa Hawkeyes

Joel Sharratt (ur. 6 stycznia 1972) – amerykański zapaśnik w stylu wolnym. Brązowy medal mistrzostw panamerykańskich w 1998. Brąz na mistrzostwach świata kadetów z 1991 roku.
Zawodnik Bloomington Kennedy High School z Bloomington i University of Iowa. Trzy razy All-American (1993–1995) w NCAA Division I, pierwszy w 1994; drugi w 1993 i 1995 roku.